# Banana
Banana je užiten sadež, plod različnih vrst zelnatih rastlin iz roda Musa in je lahko različnih barv, velikosti in trdnosti. Botanično je jagoda. Običajno je podolgovata in ukrivljena, z mehkim škrobnatim mesom, pokritim z zelenim, rumenim, rdečim ali vijoličnim olupkom, ki ob zrelosti porjavi. Sadeži v šopih visijo z drevesa. Skoraj vse moderne jedilne partenokarpne (brez semen) banane izhajajo iz dveh divjih vrst  – Musa acuminata in Musa balbisiana.
Banane so po pridelani količini na četrtem mestu, za pšenico, rižem in mlekom. Na zahodnem tržišču so skoraj izključno sorte Cavendish. Ogroža jih glivična panamska bolezen.
Edina članica Evropske unije, ki ima plantaže bananovcev, je Španija (Kanarski otoki).